# Charles Krause
Charles Krause, (desc. - desc.) foi um ginasta que competiu em provas de ginástica artística pelos Estados Unidos.
Krause ingressou no ginásio Central Turnverein para disputar os Jogos de St. Louis, nos quais conquistou uma medalha olímpica. Em sua única participação em Olimpíadas, disputou a prova coletiva, na qual, ao lado dos companheiros George Meyer, Edward Siegler, John Duha, Philipp Schuster e Robert Maysack, conquistou a medalha de bronze, e a da escalada de corda, na qual, superado pelo compatriota George Eyser, encerrou na segunda colocação.